# B5000
Der B5000 war ein Mainframecomputer, den die Burroughs Corporation 1961 entwickelte.
Burroughs fusionierte 1986 mit Sperry zu Unisys.
Der B5000 war modular konzipiert und wurde mit einem oder zwei Prozessoren und unterschiedlichem Speicher- und Peripherieausbau gebaut. Die Prozessoren arbeiteten als Stackmaschinen. Der B5000 hatte 49 Bit Wortbreite mit einem Paritätsbit. Jedes Magnetkern-Speichermodul fasste 4096 Worte (entspricht 24 KiB), bis zu acht Module konnten angeschlossen werden. Hinzu kamen bis zu zwei Trommelspeicher mit je 32768 Worten (192 KiB).
Das Betriebssystem – genannt MCP (Master Control Programm) – war, ebenso wie viele Anwenderprogramme in ALGOL geschrieben. Es gab Compiler für ein  Elliot ALGOL genanntes erweitertes ALGOL 60 und für COBOL, aber keinen Assembler.
Der Ausdruck Master Control Program wurde später im Film Tron verwendet.